# Солонечная (Кемеровская область)
Солоне́чная — деревня в Кемеровском районе Кемеровской области. Входит в состав Елыкаевского сельского поселения.

## География
Центральная часть населённого пункта расположена на высоте 163 метров над уровнем моря.

## Население
По данным Всероссийской переписи населения 2010 года, в деревне Солонечная проживает 147 человек (73 мужчины, 74 женщины).

## Транспорт
Общественный транспорт представлен автобусным маршрутом:
- №156: КЭМЗ — д. Солонечная — д. Андреевка